# Diecéze Arecibo
Diecéze Arecibo je římskokatolická diecéze nacházející se na Portoriku.

## Území
Zahrnuje území měst Arecibo, Barceloneta, Camuy, Ciales, Corozal, Florida, Hatillo, Isabela, Lares, Manatí, Morovis, Orocovis, Quebradillas, Utuado, Vega Alta a Vega Baja.
Biskupským sídlem je město Arecibo, kde se nachází hlavní chrám, katedrála svatého Filipa.

## Historie
Diecéze byla zřízena bulou Cum apostolicus papeže Jana XXIII. z části území diecéze Ponce a San Juan de Puerto Rico. Současně se stal sufragánní diecézí arcidiecéze San Juan de Puerto Rico.
Dne 21. října 1968 byla dekretem Maiori Christifidelium Kongregace pro biskupy část území diecéze včleněna do arcidiecéze San Juan.
Dne 1. března 1976 byla část území včleněna do nové diecéze Mayagüez.

## Seznam biskupů
- Alfredo José Méndez-Gonzalez, C.S.C. (1960–1974)
- Miguel Rodriguez Rodriguez, C.SS.R. (1974–1990)
- Iñaki Mallona Txertudi, C.P. (1991–2010)
- Daniel Fernández Torres (2010–2022)
- Álvaro Corrada Del Río, S.J. (2022–2022) apoštolský administrátor
- Alberto Arturo Figueroa Morales (od 2022)